# Leptotyphlops drewesi
Leptotyphlops drewesi este o specie de șerpi din genul Leptotyphlops, familia Leptotyphlopidae, descrisă de Wallach 1996. Conform Catalogue of Life specia Leptotyphlops drewesi nu are subspecii cunoscute.